# Okazaki (hrad)

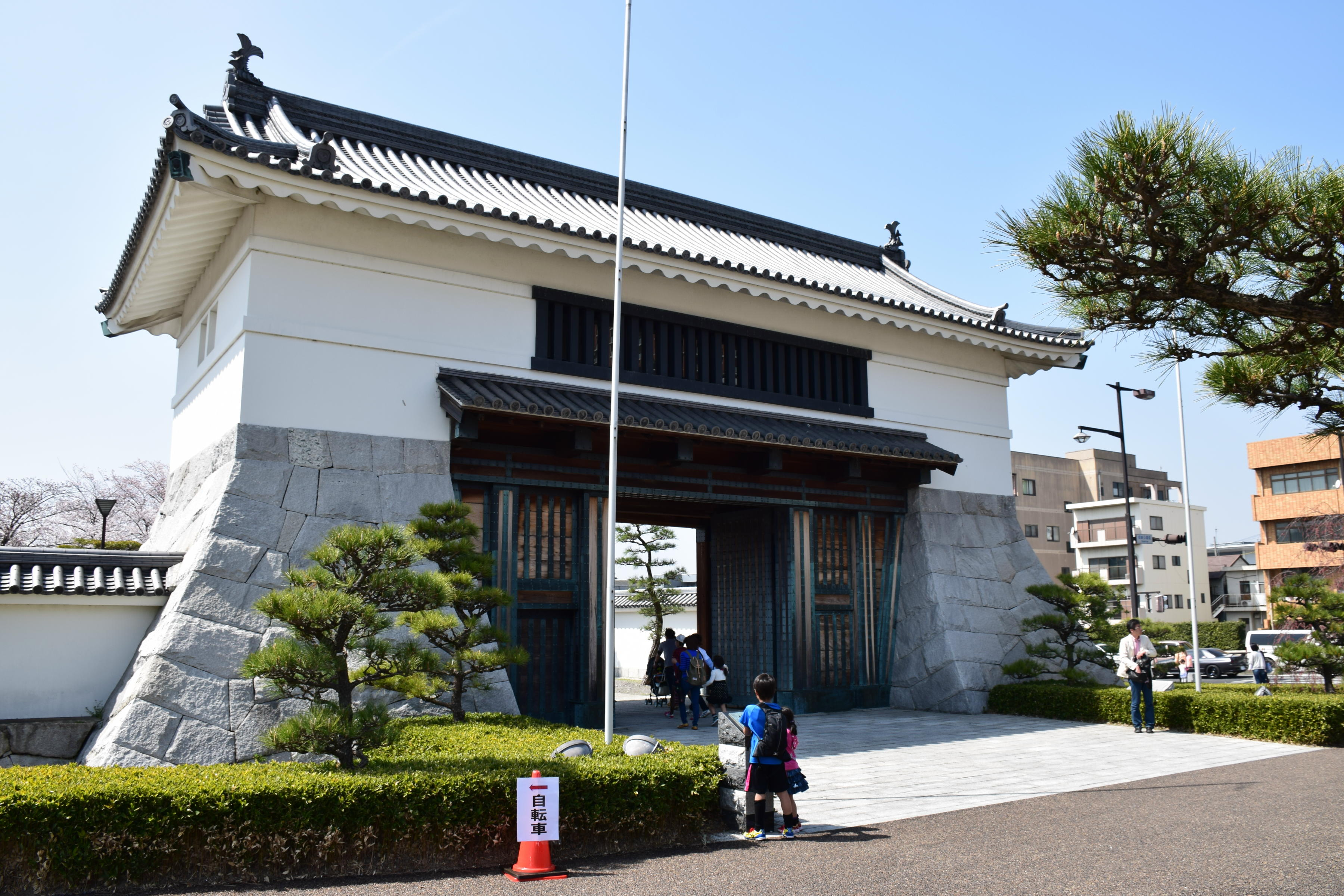
Vstupní brána

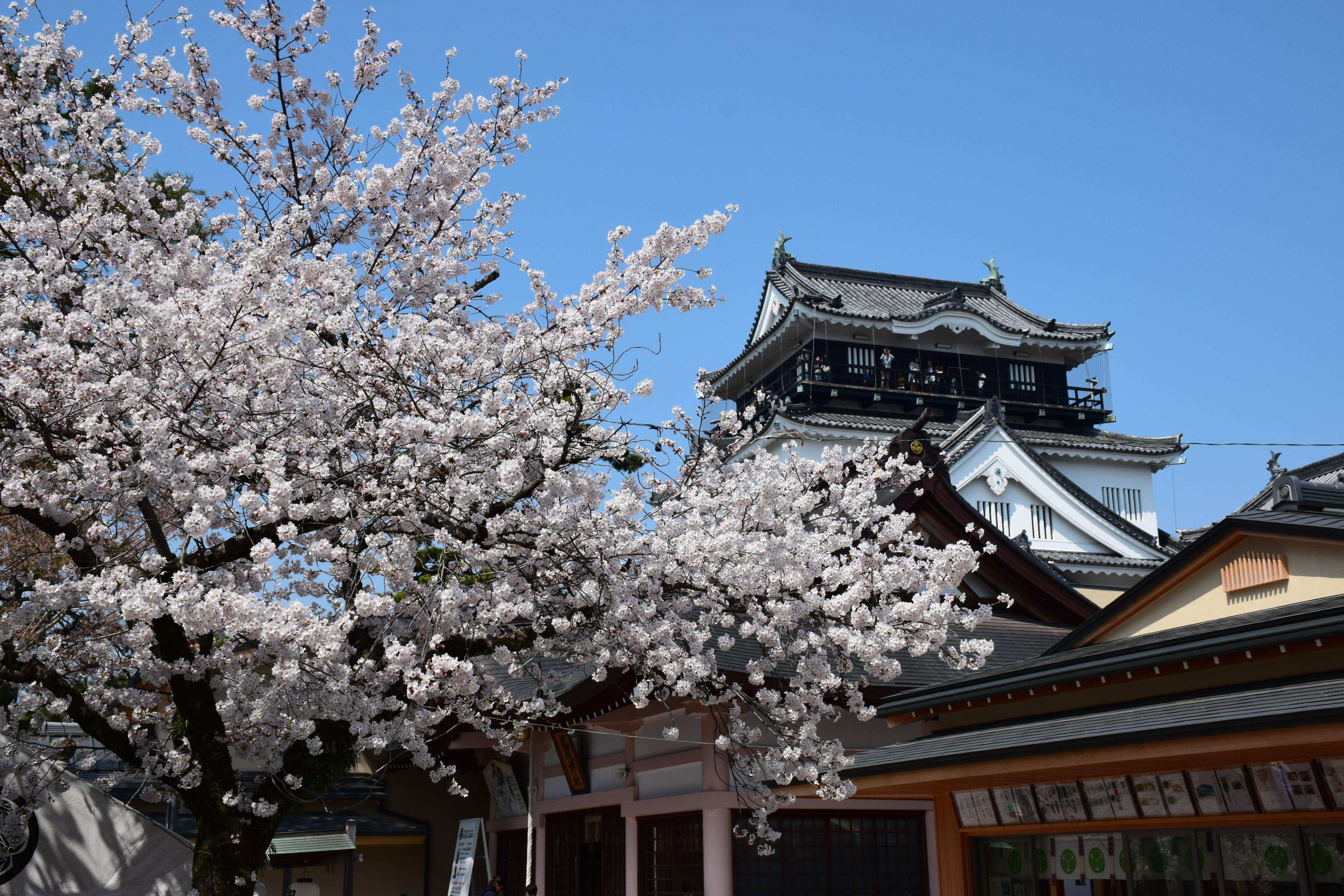
Hrad Okazaki

Hrad Okazaki (japonsky 岡崎城, Okazaki-džó) je hrad v japonské prefektuře Aiči. Byl založen roku 1455 Cugijori Saigóem. V roce 1543 se zde narodil budoucí šógun Iejasu Tokugawa.
V roce 1873 byl hrad stržen, ale v roce 1959 zde byla podle původních specifikací postavena betonová replika. V přilehlém parku stojí bronzová socha šóguna Tokugawy Iejasua.